# FN's klimapanel
FN's klimapanel hedder på engelsk IPCC, som står for Intergovernmental Panel on Climate Change. Det blev oprettet i 1988 som opfølgning på Brundtlandrapporten "Vores fælles fremtid".
Panelet udgiver på baggrund af gennemgang af den videnskabelige litteratur hvert femte-sjette år en opsummering indenfor forskning og viden om klimaændringer og virkningen deraf. Denne består af en rapport fra hver af de tre hovedarbejdsgrupper:
- Arbejdsgruppe I: Beskriver de videnskabelige aspekter af klimasystemet og klimaforandringer.
- Arbejdsgruppe II: Beskriver svagheder i de socio-økomomiske og naturlige systemer over for klimaforandringer, konsekvenser samt muligheder for tilpasning til kommende ændringer i klimaet.
- Arbejdsgruppe III: Beskriver muligheder for at begrænse udslip af drivhusgasser og andre muligheder for at afværge klimaforandring.

Ud over denne rapport udgiver FN's klimapanel også såkaldte specialrapporter, som uddyber specifikke emner. Den mest kendte af disse er 'SRES' fra 2000, Special Report on Emissions Scenarios (specialrapport om udledningsscenarier), som ud fra forskellige 'storylines' gennemgår de forskellige fremtidsscenarier, som ligger til grund for fremskrivninger af, hvordan klimaforandringerne kan udvikle sig.
Den fjerde rapport fra FN's klimapanel blev udgivet i 2007. Den talte om en fordobling af CO2-indholdet i atmosfæren i midten af århundredet, hvilket kan medføre temperaturstigninger på mellem 2 og 4,5 grader.
Den femte hovedrapport blev udgivet i 2013-14. 830 forskere fra over 80 lande deltog i arbejdet med den og trak på bidrag fra over 1.000 andre forskere. De foreløbige udkast til rapporten modtog over 140.000 kommentarer, der blev vurderet i arbejdet med den endelige rapport.
Den sjette hovedrapport skal være klar i 2022, men arbejdet blev påbegyndt i 2016. Den skal bygge på den forskning, der er blevet offentliggjort siden hovedrapport nr. fem.
Delrapport 3 fra 6. hovedrapport omhandler tiltag, der kan modvirke klimaændringer og blev fremlagt den 4. april 2022. Rapporten sagde, at menneskeheden har to et halvt år til at nå toppen af klimaudledningen, før de skal ned, hvis målet om maksimalt 1,5 graders temperaturstigning skal nås.
Den sammenfattende rapport − The Synthesis Report − blev udgivet den 20. marts 2023.